# Joseph Munggenast
Joseph Munggenast (5. marts 1680 i Schnann (Tyrol) – 3. maj 1741 i Sankt Pölten) var en østrigsk barokbygmester.
Munggenast var nevø til Jakob Prandtauer, der støttede den unge murerlærling, og Munggenast var hele sit liv stilistisk påvirket af Prandtauer. Fra 1717 var han murermester i Sankt Pölten. Efter Prandtauers død i 1726 videreførte han hans ufuldendte værker, hvor Stift Melk, valfartskirken på Sonntagberg og Stift Herzogenburg er de mest kendte.
Fra 1718 var han stiftsbygmester i Seitenstetten. Han byggede sammen med Matthias Steinl tårnene på Stift Zwettl og Dürnstein. 1727 påførte han en ny facade til rådhuset i St. Pölten. Hans hovedværker er barokombygningerne af Stift Altenburg og Stift Geras i 1730'erne.